# Les Rois du gag
Pour plus de détails, voir Fiche technique et Distribution.
Les Rois du gag est un film français réalisé par Claude Zidi, sorti en 1985.

## Synopsis
Paul Martin et François Leroux sont beaux-frères, amis, colocataires et gagmen sans renommée et sans le sou. Mais un jour, l'un des comiques de télévision les plus connus, Gaëtan, qui vient de licencier ses deux gagmen trop vieux et plus assez originaux, se retrouve dans le petit théâtre de banlieue où Paul et François se produisent. Venu pour rencontrer Georges Khorseri, un de leurs camarades, il assiste en première partie à leur duo. Séduit par leur style, il les engage, sans même prendre le temps d’assister au spectacle de Georges.
Pour les deux amis, c’est enfin une source de revenus en perspective. Mais de son côté, Gaëtan a du mal à convaincre son épouse, l’acariâtre Jacqueline, qu’il adore son métier d’histrion, car elle le rêve en premier rôle du prestigieux réalisateur Robert Wellson, qui va prochainement tourner son dernier chef-d'œuvre près de Paris. Lors de la signature de leur contrat dans la maison de maître de Gaëtan, Georges débarque, revolver à la main, furieux de ne pas avoir été embauché, mais se dégonfle rapidement après l’intervention de François. Celui-ci entamera une relation clandestine avec Alexandra, la fille de Gaëtan.
Wellson découvre Gaëtan à la télévision et le convoque immédiatement pour le recruter pour son film. Fort de ce contrat qui le qualifie à nouveau aux yeux de sa femme, Gaëtan se retire de sa propre émission en plein direct après avoir annoncé renoncer définitivement au style comique, au grand dam de Paul et François, désormais à nouveau sans ressources.
Le tournage du film de Wellson se révèle fastidieux et le réalisateur narcissique et capricieux ne cesse de critiquer le jeu d’acteur de Gaëtan, avant de le congédier sur le champ et de s’attribuer lui-même le premier rôle. Se sentant humiliée par cet échec, Jacqueline annonce à son époux leur rupture immédiate. Dépité et déprimé, Gaëtan se prépare à se jeter dans le vide mais Paul et François viennent à sa rescousse et lui proposent de reprendre leur collaboration.

## Fiche technique
- Réalisation : Claude Zidi
- Scénario : Michel Fabre, Didier Kaminka et Claude Zidi
- Musique : Vladimir Cosma
- Photographie : Jean-Jacques Tarbès
- Montage : Nicole Saunier
- Pays de production :  France
- Genre :  comédie
- Durée : 98 minutes
- Date de sortie en salles :
  - France : 6 mars 1985

## Distribution
- Michel Serrault : Gaëtan / Robert Wellson
- Gérard Jugnot : Paul Martin
- Thierry Lhermitte : François Leroux
- Macha Méril : Jacqueline
- Mathilda May : Alexandra
- Didier Kaminka : René
- Coluche : Georges Khorseri
- Maurice Baquet : Robert
- Pierre Doris : Jean
- Patrick Blondel : Le motard qui escorte Gaëtan et son chauffeur
- Daniel Laloux : Le directeur du théâtre
- Georges Beller : Le réalisateur TV
- Pétronille Moss : La coiffeuse
- Carole Jacquinot : Catherine Martin
- Ticky Holgado : L'homme qui vient porter plainte pour coups et blessures
- Pierre Tchernia : Le présentateur des César
- Claude Brasseur : Lui-même aux César (non crédité)
- Philippe Noiret : Lui-même aux César (non crédité)
- Pierre Richard : Lui-même aux César (non crédité)
- Étienne Draber : Le directeur du restaurant
- Olivier Achard : un assistant de Wellson
- Muriel Dubrulle : La dernière femme
- Jacques Giraud
- Fred Romano